# مسجد امام شافعی (ارومیه)
مسجد امام شافعی یا سننی‌لر مسجدی از مساجد تاریخی شهر ارومیه است. این بنا به این شکل در سال ۱۳۲۸ توسط حاجی شریف افندی ساخته شد هرچند تاریخ مسجد به قبل از آن بر می‌گردد. به طوریکه مناره قدیمی مسجد که برای دوره قاجار است ثبت ملی شده است. این مسجد در سال ۱۳۵۷ تخریب و از نو با مصالح جدید ساخته شد.